# Puerto Seguro
Puerto Seguro è un comune spagnolo di 104 abitanti situato nella comunità autonoma di Castiglia e León.